# Artzikirol
El artzikirol es un deporte creado por Jose Ramón Rey en Arceniega (Álava) en 2007, con la idea de fomentar la práctica deportiva entre los más jóvenes. El nombre viene de unir el prefijo artzi de la localidad de Arceniega, y el sufijo kirol, deporte en euskera.
El artzikirol se basa en una suma de características de los deportes de fútbol sala, balonmano y rugby. Los equipos pueden ser mixtos, de chicos y de chicas exclusivamente, y el balón se puede llevar o lanzar, indistintamente con las manos o con los pies. En este deporte de colaboración-oposición, la velocidad y las estrategias conforman una parte esencial del juego.
Entre otros calificativos, a este deporte se le ha denominado "el deporte perfecto" o "el deporte más igualitario".
Debido a sus cualidades en la realización de una "actividad física completa", este deporte se está incluyendo en los programas educativos de numerosos centros, fundamentalmente en Álava, Vizcaya y el Greco.

## Historia
El inventor del artzikirol es el ayalés José Ramón Rey, y el ámbito geográfico donde surge el juego es en tierras del valle de Ayala, concretamente en el pueblo de Artziniega (Álava) en el año 2007.
José Ramón Rey, siempre ha tenido una relación muy estrecha con el fomento y la práctica del deporte en su entorno. Practicante y experto en deportes como el kárate, fútbol sala, atletismo y frontenis, una de sus máximas preocupaciones ha sido siempre fomentar la práctica deportiva entre los jóvenes de la zona. Empezó como organizador de actividades extraescolares y hoy en día continúa en este empeño. Pero la idea de participación deportiva entre los más jóvenes se convirtió en una obsesión, y continuando por este camino inventó un nuevo juego basado en el fútbol sala, el balonmano y el rugby. Uniendo los aspectos reglamentarios de estos tres deportes nació el artzikirol, con la idea de fomentar la práctica de este deporte entre los más jóvenes.

## Reglas de juego

### Componentes del juego
Se juega en una cancha de fútbol sala o balonmano, con unas medidas de 36 x 18 m hasta 40 x 20 m.
El espacio de juego también tiene estas características:
- Una línea central que divide las dos mitades del campo del juego

- Una portería de 3 x 2 m
- Un punto de penalti situado a 7 m
- Un área de 6 m

Se puede jugar con un balón blando de espuma o con un balón de voleibol de categoría alevín.
Compiten dos equipos de 6 jugadores en campo, con un portero por cada equipo. Cada equipo tendrá como máximo 15 jugadores disponibles para jugar. Los cambios se pueden hacer continuamente sin que tenga que intervenir el árbitro y sin parar el juego. Los partidos pueden ser formados por chicos y chicas (mixtos), sólo chicas o sólo chicos.
Cada partido lo conforman cuatro tiempos de 15 minutos. Entre cada tiempo hay un descanso de dos minutos, excepto entre el segundo y el tercer período que será de 5 minutos

### Utilización del balón en el terreno de juego
El balón se puede jugar tanto con el pie como con la mano, pero en cualquier caso no se puede botar teniéndolo controlado. Teniendo el balón en la mano, cualquier jugador contrario si te puede tocar, lo que en este juego se llama tocado; en este caso el árbitro pitará falta, y la posesión del balón pasará al equipo o jugador que ha realizado el tocado. Por esta última razón el jugador con balón tratará de llevar el balón al pie antes de que el jugador contrario le toque.
El gol se puede conseguir lanzando con el pie o con la mano, o bien palmeando el balón.
El jugador que provoca el tocado será el encargado de realizar el saque de falta desde el mismo lugar donde se ha producido. El balón no se puede retener nunca entre los pies.
Cuando el balón está en el aire, el jugador podrá controlarlo con el pie o con la mano, pero una vez que llegue al suelo el balón, este no podrá volver a ser controlado con las manos. Sin embargo, el portero estando en su área, podrá volver a llevar el balón a las manos si éste se le cae al suelo.
Para sacar las faltas, saques de banda o córneres, el jugador dispondrá de seis segundos en todo caso.
El jugador contrario podrá estar encima del jugador que saca, siempre y cuando no toque la línea.
El portero no tiene un lugar concreto de juego, puede convertirse en un jugador de campo en cualquier momento. Sin embargo, si es tocado en cualquier lugar del campo de juego con el balón, el árbitro señalará penalti.
Sin embargo, al portero se le puede caer el balón dentro del área y volver a recogerlo con las manos para poder jugar con sus compañeros/as. Pero, fuera del área, sin embargo, como el resto de los jugadores, no podrá hacer esto.
Después de la consecución del gol, el portero sacará detrás de la línea de fondo, incluida su propia portería. El portero se convierte en jugador de campo en cuanto sale de su portería. Si el balón sale por la línea de fondo, el portero sacará de la misma manera, eso sí excluyendo su propia portería. En cualquier caso dispondrá de 6 segundos para poner el balón en juego.
En el lanzamiento de penalti, los defensores se colocarán detrás de la línea de fondo, y los jugadores atacantes se dispondrán detrás de la línea horizontal imaginaria que traza la raya de 7 metros.
El saque del primer y segundo período lo pondrá en juego el mismo equipo, sin embargo el tercer y cuarto período el equipo contrario.
Se puede conseguir gol desde lanzamiento de falta directo o bien desde un saque de banda. Cualquier gol obtenido por medio de jugada, falta o penalti, bien sea con la mano o el pie valdrá un punto.

### Faltas de reglamento
Serán consideradas faltas de reglamento las siguientes acciones:
- Utilizar la fuerza, agarrando, golpeando, empujando o zancadilleando al contrario para arrebatar o mantener la pelota.
- El jugador poseedor del balón no podrá pasarse el balón de una mano a otra en forma de autopase.
- Ser tocado por el contrario cuando se posee el balón en la mano, si es en el pie no será falta.